# 自然综述：遗传学
自然综述：遗传学（英語：Nature Reviews Genetics）是一本遗传学月刊，该期刊覆盖现代遗传学全部内容。期刊发表由该领域专家撰写的观点或评论文章，内容经过同行评审和编辑校对。该期刊还包含亮点文章，由编辑撰写描述近期研究论文的摘要。

## 官方网站
- 自然综述：遗传学 （页面存档备份，存于）